# Adriano Corrêa de Andrade

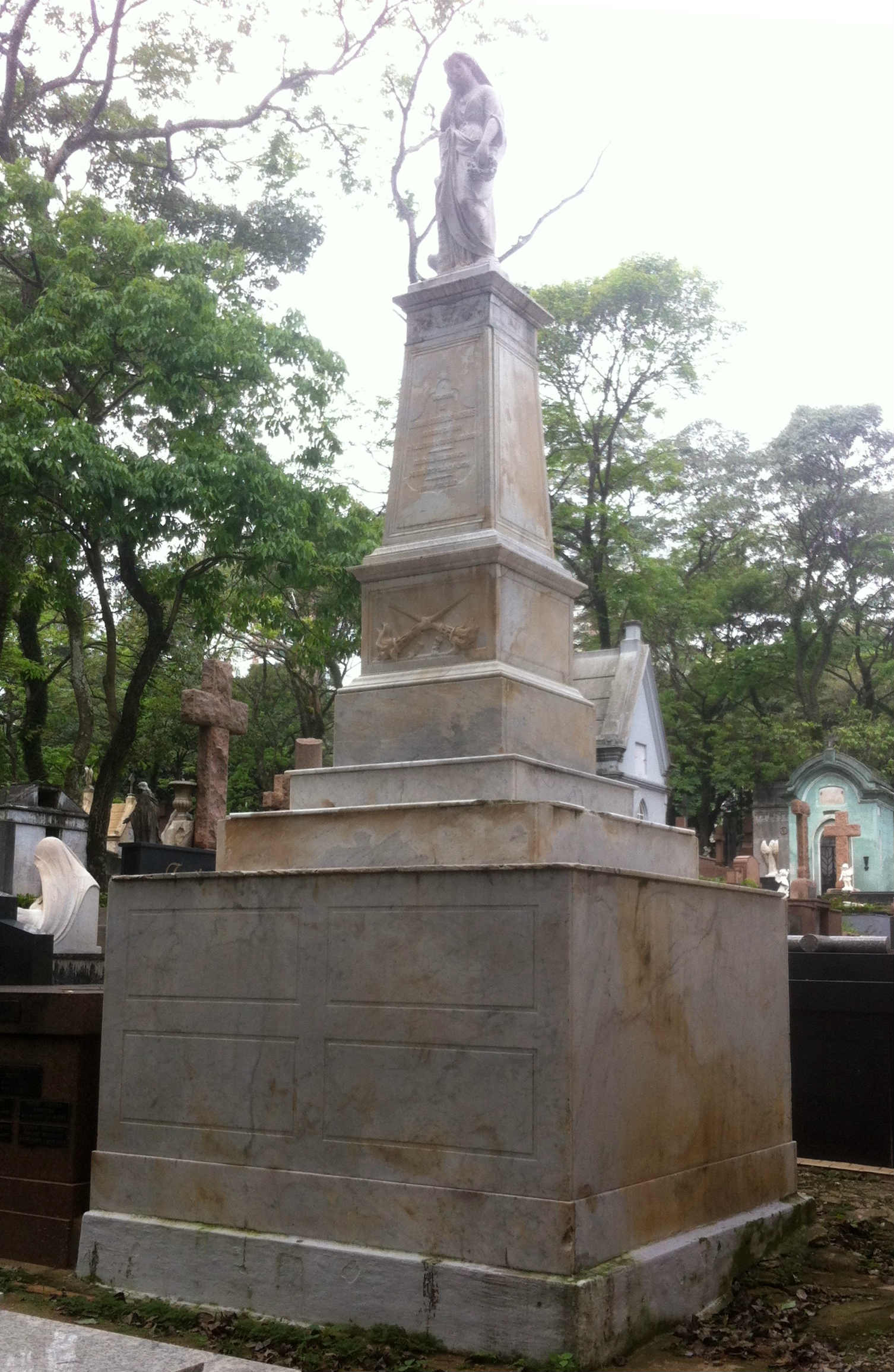
Jazigo de Adriano Correa de Andrade no Cemitério da Consolação (1895).

Adriano Corrêa de Andrade (Lousã, 25 de março de 1846 - São Paulo, 29 de maio de1895) foi um arquiteto-construtor nascido em Casal dos Rios, Portugal e radicado em São Paulo a partir da década de 1870. Era filho de Luiz Freire de Andrade e de Clara de Jesus Corrêa. Foi casado com Justina Pires, de família da região de Campo Largo de Sorocaba, trineta do Capitão João Pires de Almeida Taques. Adriano era irmão do também construtor Luiz Corrêa de Andrade e de Maria Nazareth Andrade. Adriano era pai do professor Gustavo Pires de Andrade e do Coronel José Pires de Andrade.
Foi empreiteiro de obras públicas em São Paulo no final do século XIX, destacando-se pela construção do Lazareto de Variolosos, antigo pavilhão que deu origem ao atual Instituto de Infectologia Emilio Ribas. Foi ainda responsável pela construção da ala feminina do Hospício de Alienados (atual 2.º Batalhão de Guardas), dando continuidade à ampliação do complexo iniciada por Antonio Bernardo Quartim. Realizou ainda diversas obras privadas. Em alguns empreendimentos, foi sócio do alemão Gustavo Sydow. Adriano foi ainda proprietário de uma empresa e armazém de comércio ultramarino.
Foi homenageado pela Câmara de São Paulo em 1896 (conforme Atas de LXVI 10-1) recebendo uma rua com o seu nome próxima ao Parque Dom Pedro II no centro de São Paulo. A rua se situa em área recebida em datas de terra e loteada por ele, próxima também da antiga chácara do Coronel Bento Pires de Campos, primo de sua esposa Justina. Residia na Rua 25 de março, em área aforada do Mosteiro de São Bento e era membro da Ordem 3ª do Carmo. Assim como seu sogro e seu irmão Luiz, Adriano era maçom, pertencente ao Grande Oriente do Brasil.
Após sua morte em 1895, foi construído um jazigo em sua homenagem no Cemitério da Consolação (quadra 28 - sepultura 41) onde podem ser vistos símbolos que indicam a sua vinculação à maçonaria.